# Wagner Bortolato
Wagner Bortolato (Indaiatuba, 10 de agosto de 1980) é um desportista brasileiro, tetracampeão mundial de luta de braço, conhecida popularmente como "braço de ferro". Tem 143kg e mede 1,88 m.
É conhecido pelos apelidos de Giant Jesus e Jesus Monster (Jesus gigante e Jesus monstro) em razão do visual de barba e cabelos compridos.

## Trajetória desportiva
Na época em que começou a gostar da luta de braço, Wagner morava num sítio, trabalhava na lavoura de tomate e era nos finais de semana que reunia uma galera no barraco para brincar; foi desta forma que ele descobriu que sua força era diferente. Aos 19 anos voltou para a cidade, e nesta época ele não estava muito bem, andava um pouco triste, procurou um esporte para levantar sua estima e acabou engrenando na luta de braço.

### Títulos[1]
- Tetracampeão mundial (mão esquerda)

2006 - Inglaterra
2008 - Canadá
2009 - Itália
2010 - Estados Unidos
- Vice mundial (esquerda e direita)

2007 - Bulgária
- 3º lugar no Mundial (mão esquerda)

2011 - Cazaquistão
- Duas vezes campeão sul-americano

- 12 vezes campeão brasileiro (em cada braço)

- Seis títulos paulistas